# 付き合ってあげてもいいかな
『付き合ってあげてもいいかな』（つきあってあげてもいいかな）は、たみふるによる日本の漫画。小学館が配信するウェブコミック配信サイト『裏サンデー』およびスマートフォン向け無料マンガアプリ『マンガワン』にて2018年8月17日から2025年3月21日まで連載された。
「偶然にもお互いの恋愛対象が女性だったから」という理由で付き合い始めた2人の女子大生による恋愛模様と、彼女らをとりまく人間関係を描いた恋愛漫画となっている。
元は作者がCOMITIA123（2018年2月11日）で発表した同人誌であり、同人誌版と商業誌版では主要なキャラクターのビジュアルや名前は共通しているものの、人物の関係性などの細かな部分で差異がある。
本作は「女性同士の恋愛を扱った漫画」である以上に「恋愛漫画」の1つとして捉えてほしいという作者の思いから、公式では「百合」と言う表現は控え「ガールズラブ」という言葉が使われている。また、女性同士のリアリティのある恋愛模様を描くことを意識した作品であり、そのため男性キャラクターが登場したり、（主に主人公同士の）キスや性描写などが含まれるのが特徴である。なお便宜上公式以外のメディアでは百合作品として扱われることがあるため、本項もこれに倣う。

## あらすじ
犬塚みわは大学へ入学した直後、ひょんなことから自分とは全く違うタイプの人間である猿渡冴子と知り合い友達になる。みわは冴子に誘われるがまま軽音楽サークルに入部し、その際に会話の流れで互いに同性愛者であることをカミングアウトする。冴子は初対面の時からみわのことを憎からず思っていたこともあり、「せっかくだから付き合ってみない?」と提案。みわは冴子に対して恋愛感情を持っていなかったために戸惑うが恋愛への興味が勝り、冴子の言葉に流される形で交際を始めることにした。

## 登場人物

### 主人公らとバンド仲間
犬塚 みわ（いぬづか みわ）
この作品の主人公。黒髪のショートヘアで巨乳の美女。自他共に認める音痴。サークルではベースを担当。高校時代はロングヘアだった。
些細なことですぐ悲観的になる性分ゆえ、冴子から自分がめんどくさいと思われていることを不意に聞いた際は泣いてしまった。
男性からの人気は高いが異性との交際経験はなく、女性との付き合いも冴子が初めてだった。性行為の際にはタチは不出来なようで、専らウケになる。
運転免許は所持しているが卒検に合格後、教官から「根本的に運転には不向き、特に高速道路は死を覚悟して乗ること」と言われるほどの運転下手。
人見知りで内気な性格だが、酒に酔うと少々大胆になることがある。物語開始からしばらくは実家で暮らしていたが、一人暮らしへの憧れから引っ越しをした。
猿渡 冴子（さわたり さえこ）
この作品のもう一人の主人公。誕生日は7月9日。髪は明るく染めたロングヘアで、頭頂部が黒みがかったプリン頭。また耳にピアスを着けている。サークルではギターおよび作曲を担当。
男女どちらとも交際した経験がある。女性との交際は中学時代に経験するも苦い思い出になったため、男性との交際は「『普通』になりたいという思いが逸ってしたもの」と回想しており、初体験は全く気持ち良いと思えずむしろ空しさすら覚えた。それからは欲望の赴くままに開き直って生きることを決めた。
みわとは対照的に誰とでも話せるコミュニケーション力を持ち、性にも奔放で彼女には度々肉体関係を求めている。性行為の際にはウケは「性的に感じていることが気持ち悪い、自分のキャラじゃない」という理由で快く思っておらず、タチを好む。
みっくん
パーマのかかった髪と太い眉が特徴の男性。ボーカル担当。本人曰く女の子から歌の上手さを称えられることが自分のアイデンティティを形作っていると豪語するだけあって、歌唱力は非常に高い。
みわと冴子の関係を最初に知り、初めこそ驚いたものの素直に受け入れた。
鶴田（つるた）
黒髪のショートヘアと釣り目が特徴の男性。ドラム担当。
大学入学前はアニメやゲームに親しんでいた、所謂オタク。リアルでの恋愛経験に乏しく「恋愛はファンタジー」とまで思っていたが、サークルの飲み会で出会ったみわに一目ぼれする。告白して振られてからも諦めはついておらず、みわと冴子の関係には表向きは応援しつつも複雑な想いを抱く。
ルチャ
マッチョな体と糸目が特徴の男性。ギター担当。
高校時代は男子校に通っており、その時に友人から受けた恋愛相談（暗に「同性を好きになった」という告白）に対して上手く応じられなかった過去を持つことから、みわと冴子の関係には「今度こそきちんと味方してやりたい」という気持ちで接している。

### 軽音楽サークルの面々
リカ
天真爛漫であっけらかんとした性格の女性で、性に明るく多数の男性と関係を持っている。みわたちの関係にも興味津々。サークル内バンドではボーカルを担当。
うっしー
リカと同じバンドのギター担当。自由奔放に振る舞うリカの世話や、みわたちのフォローに回ることが多く面倒見が良い。普段からあだ名で呼ばれることがほとんどなため、本名（千恵）で呼ばれることに慣れていない。

### その他の登場人物
みわの母
みわが同性愛者であることは知らない。娘に対して過保護気味な所があり、みわの一人暮らしに反対していた。
冴子の母
みわの母とは違い、娘の性的指向を知っている。冴子のことは「冴」と呼ぶ。
猿渡 進太郎（さわたり しんたろう）
冴子の弟。坊主頭で、部活に入っている。
熊谷 志帆（くまがい しほ）
みわの高校時代の先輩で、初恋の相手。

## 書誌情報
- たみふる 『付き合ってあげてもいいかな』 小学館〈裏少年サンデーコミックス〉、全14巻
  1. 2019年1月16日発行（2019年1月11日発売[3]）、ISBN 978-4-09-128755-7
  2. 2019年6月17日発行（2019年6月12日発売[4]）、ISBN 978-4-09-129235-3
  3. 2019年12月17日発行（2019年12月12日発売[5]）、ISBN 978-4-09-129500-2
  4. 2020年4月15日発行（2020年4月10日発売[6]）、ISBN 978-4-09-850095-6
  5. 2020年10月21日発行（2020年10月16日発売[7]）、ISBN 978-4-09-850300-1
  6. 2021年3月17日発行（2021年3月12日発売[8]）、ISBN 978-4-09-850475-6
  7. 2021年9月14日発行（2021年9月9日発売[9]）、ISBN 978-4-09-850698-9
  8. 2022年2月22日発行（2022年2月17日発売[10]）、ISBN 978-4-09-850892-1
  9. 2022年8月24日発行（2022年8月19日発売[11]）、ISBN 978-4-09-851240-9
  10. 2023年2月17日発売[12]、ISBN 978-4-09-851636-0
  11. 2023年9月12日発売[13]、ISBN 978-4-09-852823-3
  12. 2024年2月19日発売[14]、ISBN 978-4-09-853133-2
  13. 2024年10月18日発売[15]、ISBN 978-4-09-853649-8
  14. 2025年4月17日発売[16]、ISBN 978-4-09-854073-0